# Medley (Florida)
Medley es un pueblo ubicado en el condado de Miami-Dade en el estado estadounidense de Florida. En el Censo de 2010 tenía una población de 838 habitantes y una densidad poblacional de 54,82 personas por km².

## Geografía
Medley se encuentra ubicado en las coordenadas 25°51′51″N 80°20′57″O / 25.86417, -80.34917. Según la Oficina del Censo de los Estados Unidos, Medley tiene una superficie total de 15.29 km², de la cual 12.25 km² corresponden a tierra firme y (19.86%) 3.04 km² es agua.

## Demografía
Según el censo de 2010, había 838 personas residiendo en Medley. La densidad de población era de 54,82 hab./km². De los 838 habitantes, Medley estaba compuesto por el 93.08% blancos, el 0.95% eran afroamericanos, el 0.24% eran amerindios, el 0% eran asiáticos, el 0% eran isleños del Pacífico, el 2.74% eran de otras razas y el 2.98% pertenecían a dos o más razas. Del total de la población el 92.24% eran hispanos o latinos de cualquier raza.